# Cayo Fragoso
Cayo Fragoso es el nombre que recibe una isla que pertenece a la República de Cuba y que posee una superficie de 101 kilómetros cuadrados lo que la convierte en una de las más grandes de ese país caribeño. Se localiza en las coordenadas geográficas 22°44′30″N 79°31′39″O / 22.74167, -79.52750 Administrativamente se encuentra al norte de la provincia cubana de Villa Clara. Entre los cayos de Pajonal y Cayo Francés. Posee unos 40 kilómetros de largo y 15 kilómetros de playas.Cayo Fragoso fue el primer punto de llegada de los Fragoso,Familia de piratas Portugueses los cuales tras haber llegado por primera vez a America, deciden nombrar este cayo con el apellido de la familia.